# Gray Ghost
La Gray Ghost (parfois orthographiée Grey Ghost) est une mouche artificielle de type streamer pour pêcher le saumon et la truite.

## Origine
La Gray Ghost a été conçue en 1924 par Carrie G. Stevens (de Madison, dans le Maine, au nord-est des États-Unis). Cette mouche artificielle relève du type streamer, c'est-à-dire qu'elle imite le comportement des alevins. Ainsi la Gray Ghost est supposée imiter l'alevin de l'éperlan arc-en-ciel. C'est sur les conseils de son ami Franck Bugbee que Carrie G. Stevens a baptisé ce streamer Gray Ghost, avec un -a et non un -e. Ce streamer est généralement monté sur des hameçons de taille 6 à 12 (#6 à #12).

## Utilisation
La Gray Ghost est un streamer parmi les plus populaires au Nord-Est des États-Unis ainsi qu'au Québec. Elle a longtemps été utilisée uniquement pour la pêche aux saumons: saumon atlantique, saumon royal appelé aussi saumon chinook, saumon du Pacifique, ouananiche. Depuis les années 1950, ce streamer est aussi utilisé pour la pêche à la truite: truite fario, truite fardée, truite arc-en-ciel.

## La Gray Ghost dans la littérature de la pêche à la mouche
« La Gray Ghost était peut-être la plus célèbre de toutes les mouches du Maine pour le saumon en rivière. Inventée en 1924 par Carrie Stevens, la légendaire monteuses de mouches du Maine, elle imite l'éperlan, l'appât le plus important dans la région des lacs Rangeley. Beaucoup de nouveaux matériaux pour mouches avaient fait leur apparition depuis 1924, et beaucoup de nouvelles mouches avaient été inventées, mais les Gray Ghost attrapaient toujours du poisson [...] »

— William G. Tapply, Casco Bay